# Copenhagen Towers 2012
Questa voce raccoglie le informazioni riguardanti i Copenhagen Towers nelle competizioni ufficiali della stagione 2012.

## Nationalligaen 2012

### Stagione regolare
| Aalborg 21 aprile 2012, ore 14:00 2ª giornata | AaB 89ers | 7 – 27 referto | Copenhagen Towers | Aab´s anlæg |

| Nærum 4 maggio 2012, ore 15:00 4ª giornata | Søllerød Gold Diggers | 0 – 33 referto | Copenhagen Towers | Rundforbi Stadion |

| Gentofte 12 maggio 2012, ore 15:00 5ª giornata | Copenhagen Towers | 33 – 14 referto | Esbjerg Hurricanes | Gentofte Sportspark |

| Gentofte 19 maggio 2012, ore 15:00 6ª giornata | Copenhagen Towers | 61 – 0 referto | Copenhagen Tomahawks | Gentofte Sportspark |

| Viby J 27 maggio 2012, ore 14:00 7ª giornata | Aarhus Tigers | 28 – 40 referto | Copenhagen Towers | Bøgeskov Idrætsanlæg |

| Copenaghen 10 giugno 2012, ore 14:00 9ª giornata | Copenhagen Tomahawks | 0 – 59 referto | Copenhagen Towers | Valby Idrætspark |

| Gentofte 24 giugno 2012, ore 15:00 11ª giornata | Copenhagen Towers | 29 – 17 referto | Søllerød Gold Diggers | Gentofte Sportspark |

| Gentofte 19 agosto 2012, ore 15:00 13ª giornata | Copenhagen Towers | 36 – 35 referto | Triangle Razorbacks | Gentofte Sportspark |

| Gentofte 25 agosto 2012, ore 15:00 14ª giornata | Copenhagen Towers | 47 – 7 referto | AaB 89ers | Gentofte Sportspark |

| Esbjerg 1º settembre 2012, ore 15:00 15ª giornata | Esbjerg Hurricanes | 0 – 56 referto | Copenhagen Towers | Skibhøj Idrætsanlæg |

### Playoff
| Gentofte 23 settembre 2012, ore 15:00 Semifinale | Copenhagen Towers | 35 – 41 referto | Søllerød Gold Diggers | Gentofte Sportspark |

## Statistiche di squadra
| Competizione         | %Vittorie | In casa | In casa | In casa | In casa | In casa | In casa | In trasferta | In trasferta | In trasferta | In trasferta | In trasferta | In trasferta | Totale | Totale | Totale | Totale | Totale | Totale |
| Competizione         | %Vittorie | G       | V       | N       | P       | Pf      | Ps      | G            | V            | N            | P            | Pf           | Ps           | G      | V      | N      | P      | Pf     | Ps     |
| -------------------- | --------- | ------- | ------- | ------- | ------- | ------- | ------- | ------------ | ------------ | ------------ | ------------ | ------------ | ------------ | ------ | ------ | ------ | ------ | ------ | ------ |
| NL Stagione regolare | 1.000     | 5       | 5       | 0       | 0       | 206     | 73      | 5            | 5            | 0            | 0            | 215          | 35           | 10     | 10     | 0      | 0      | 421    | 108    |
| NL Playoff           | 1.000     | 1       | 0       | 0       | 1       | 35      | 41      | 0            | 0            | 0            | 0            | 0            | 0            | 1      | 0      | 0      | 1      | 35     | 41     |
| Totale               | .909      | 6       | 5       | 0       | 1       | 241     | 114     | 5            | 5            | 0            | 0            | 215          | 35           | 11     | 10     | 0      | 1      | 456    | 149    |